# Kalavanchi, Bangarapet
Kalavanchi là một làng thuộc tehsil Bangarapet, huyện Kolar, bang Karnataka, Ấn Độ.